# Simón Radowitzky
Simón Radowitzky (en ucraniano: Симон Радовицький; en yidis: סימאָן ראַדאָוויצקי‎; Óblast de Dnipropetrovsk, Imperio ruso, 10 de septiembre o 10 de noviembre de 1891-Ciudad de México, 29 de febrero de 1956) fue un militante obrero anarquista ucranio-argentino de origen judío. Fue conocido por el atentado con bomba que mató al jefe de policía Ramón Lorenzo Falcón, responsable de la brutal represión de la semana roja de 1909 en Buenos Aires. Indultado tras 21 años, abandonó la Argentina y luchó en el bando republicano durante la guerra civil española. Murió en México, donde trabajaba en una fábrica de juguetes, cuando tenía 64 años de edad.

## Juventud
Nació en Stepánivtsi, Imperio ruso (actual Ucrania). Procedía de una familia obrera de origen judío. Creció en la ciudad de Ekaterinoslav, donde la familia se había trasladado para posibilitar a los niños el acceso a la educación primaria. Abandonó los estudios a los 10 años para iniciar su aprendizaje como herrero; la hija de su maestro fue quien lo inició en el anarquismo. Cuatro años más tarde, ingresó como jornalero en una metalúrgica; en una manifestación reclamando una reducción en la jornada laboral, fue herido por un sable cosaco, que lo confinó en cama durante seis meses. Tras la convalecencia, fue sentenciado a cuatro meses de prisión por repartir prensa obrerista.
Fue segundo secretario del sóviet de la fábrica en la que trabajaba cuando los eventos de la revolución rusa de 1905. Tras la represión zarista, debió exiliarse en Argentina para no ser condenado a prisión en Siberia.
Llegó a la Argentina en marzo de 1908; se afincó en Campana, donde trabajó de obrero mecánico en los talleres del Ferrocarril Central Argentino. Mantuvo estrechos contactos con la creciente comunidad anarquista local, leyendo La Protesta, el periódico de la Federación Obrera Regional Argentina; a través de la Federación, entró en contacto con un grupo de intelectuales anarcosindicalistas de origen ruso, entre los que se contaban Pablo Karaschin —autor de un atentado en ocasión del funeral de Carlos de Borbón— José Buwitz, Iván Mijin, Andrés Ragapeloff, Máximo Sagarín y Moisés Scutz. Se trasladó a Buenos Aires, donde residiría con algunos de estos mientras ejercía como herrero y mecánico.

## LaSemana Rojay el atentado contra Falcón

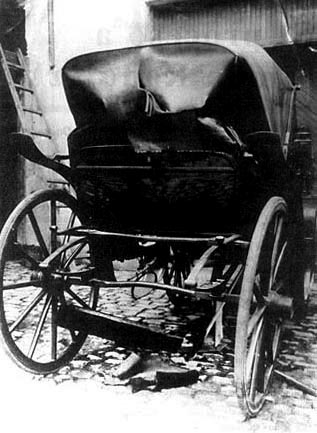
Coche en el que viajaba el Jefe de Policía Ramón Falcón, destruido por la bomba de Radowitzky.

El 1 de mayo de 1909, Radowitzky participó en una de las dos grandes manifestaciones convocadas por las organizaciones sindicales. Por separado de la central sindicalista revolucionaria Unión General de Trabajadores (UGT), la FORA anarquista convocó a un acto en la Plaza Lorea, en el porteño barrio de Montserrat, entonces en obras de ejecución del proyecto de Carlos Thays para dar forma a la Plaza del Congreso, uno de los símbolos urbanísticos de la burguesía gobernante. Allí se reunían los anarquistas desde 1890 para conmemorar a los mártires de Chicago.
Por orden del coronel Ramón Lorenzo Falcón, que observaba la concentración, la policía reprimió con tropas de infantería y caballería la manifestación; una hora de combates arrojó tres muertos, que pronto serían ocho, entre los anarquistas, y más de cuarenta heridos. Falcón ordenó clausurar todos los locales de esa filiación, y detuvo a 16 líderes durante la semana siguiente, llamada Semana Roja por la dureza de la persecución; las comunicaciones de las fuerzas de seguridad afirmaban la existencia de un complot ruso-judáico, responsable de instigar al conflicto. El movimiento obrero respondió declarando una huelga general, a la que se sumó el Partido Socialista, exigiendo la renuncia de Falcón para detenerla. La columna de manifestantes que el 4 de mayo acompañó a los muertos sumó más de 80.000 personas, pero la presión policial y las divisiones internas detuvieron la huelga poco más tarde.
El 14 de noviembre, Radowitzky preparó un artefacto explosivo casero, y lo arrojó dentro del vehículo que conducía a Falcón, unánimemente considerado responsable de las muertes de los obreros. La explosión hirió de muerte al coronel y a su secretario privado, Alberto Lartigau; morirían el primero a las 2 de la tarde, y el segundo al anochecer. Perseguido por las fuerzas de seguridad mientras huía, Radowitzky intentó suicidarse a pocas calles del lugar de la explosión, disparándose al pecho con un revólver que portaba. Al acercarse los policías, gritó "¡¡Viva el anarquismo!!", seguro de que sería ejecutado in situ. Sin embargo, fue transportado al hospital Fernández, donde se le diagnosticaron heridas leves en la zona pectoral derecha, y se lo trasladó inmediatamente a una comisaría. Al no portar identificación y negarse terminantemente a prestar información a sus captores, la inquietud llevó al presidente José Figueroa Alcorta a decretar el estado de sitio.
En el juicio, la imposibilidad de determinar la identidad del acusado causó dificultades, hasta que la embajada argentina en París facilitó los antecedentes obtenidos en Ucrania. Sin embargo, su edad resultaba incierta; el fiscal ordenó pericias médicas que le daban entre 20 y 25 años. Sin dudas de su responsabilidad, pues el mismo Radowitzky había admitido ser autor único del atentado, se solicitó para él la pena de muerte:

Debo manifestar aquí que no obstante ser la primera vez que en el ejercicio de mi cargo se me presenta la oportunidad de solicitar para un delincuente la pena extrema, lo hago sin escrúpulos ni vacilaciones fuera del lugar, con la más firme conciencia del deber cumplido, porque entiendo que nada hay más contraproducente en el orden social y jurídico que las sensiblerías de una filantropía mal entendida (...)
En las consideraciones de la defensa social debemos que en Radowitzky un elemento inadaptable cuya temibilidad está en razón directa con el delito perpetrado, y que sólo puede inspirar la más alta aversión por la ferocidad del cinismo demostrado, hasta el extremo de jactarse hoy mismo de ese crimen y de recordarlo con verdadera fruición.
Manuel Beltrán, alocución en el juicio

Sin embargo, el aporte de un facsímil de la partida de nacimiento de bautismo por un primo de Radowitzky cambió el curso del proceso. Aunque el documento carecía de las legalizaciones pertinentes para confirmar que este tenía sólo 18 años, siendo por lo tanto menor de edad y no pasible de ejecución, inclinó a los jueces a conmutar la pena por la de reclusión perpetua en la Penitenciaría Nacional. Se le añadió, como castigo adicional, la reclusión solitaria a pan y agua durante veinte días cada año, en el aniversario del atentado.
.

## Prisión en Ushuaia
El 6 de enero de 1911, dos presos anarquistas —Francisco Solano Regis y Salvador Planas y Virella— que compartían lugar de reclusión con Radowitzky lograron huir de la Penitenciaría Nacional, en una operación que contó con ayuda exterior y con la connivencia de algunos de sus guardias. Radowitzky quedó detrás por haber sido llamado imprevistamente a la imprenta del presidio. Atemorizados por la perspectiva de que el joven reo, que concitaba simpatía entre el personal de la cárcel, contara con otra oportunidad semejante, se decretó su traslado al penal de Ushuaia, reservado generalmente para criminales de extrema peligrosidad. La costumbre de encerrar allí a anarquistas y otros presos políticos se haría más frecuente con los años.
En la prisión se le denegaron los pocos derechos concedidos a los restantes presidiarios; como única lectura se le permitía la Biblia, y fue sometido a malos tratos y torturas al liderar al resto de los reclusos en huelgas de hambre en protesta por las malas condiciones del penal. En 1918, las torturas alcanzaron su cenit con la violación de Radowitzky por parte del subdirector del penal, Gregorio Palacios, y tres guardiacárceles. La reacción no se hizo esperar; enterados los anarquistas del hecho, publicaron en Buenos Aires un panfleto, titulado El presidio de Ushuaia, de pluma de Marcial Belascoain Sayos que apareció en La Protesta. Su publicación causó conmoción, y el gobierno de Yrigoyen ordenó abrir sumario sobre las condiciones en Ushuaia; los tres guardiacárceles serían relevados de sus funciones.

### Su escape

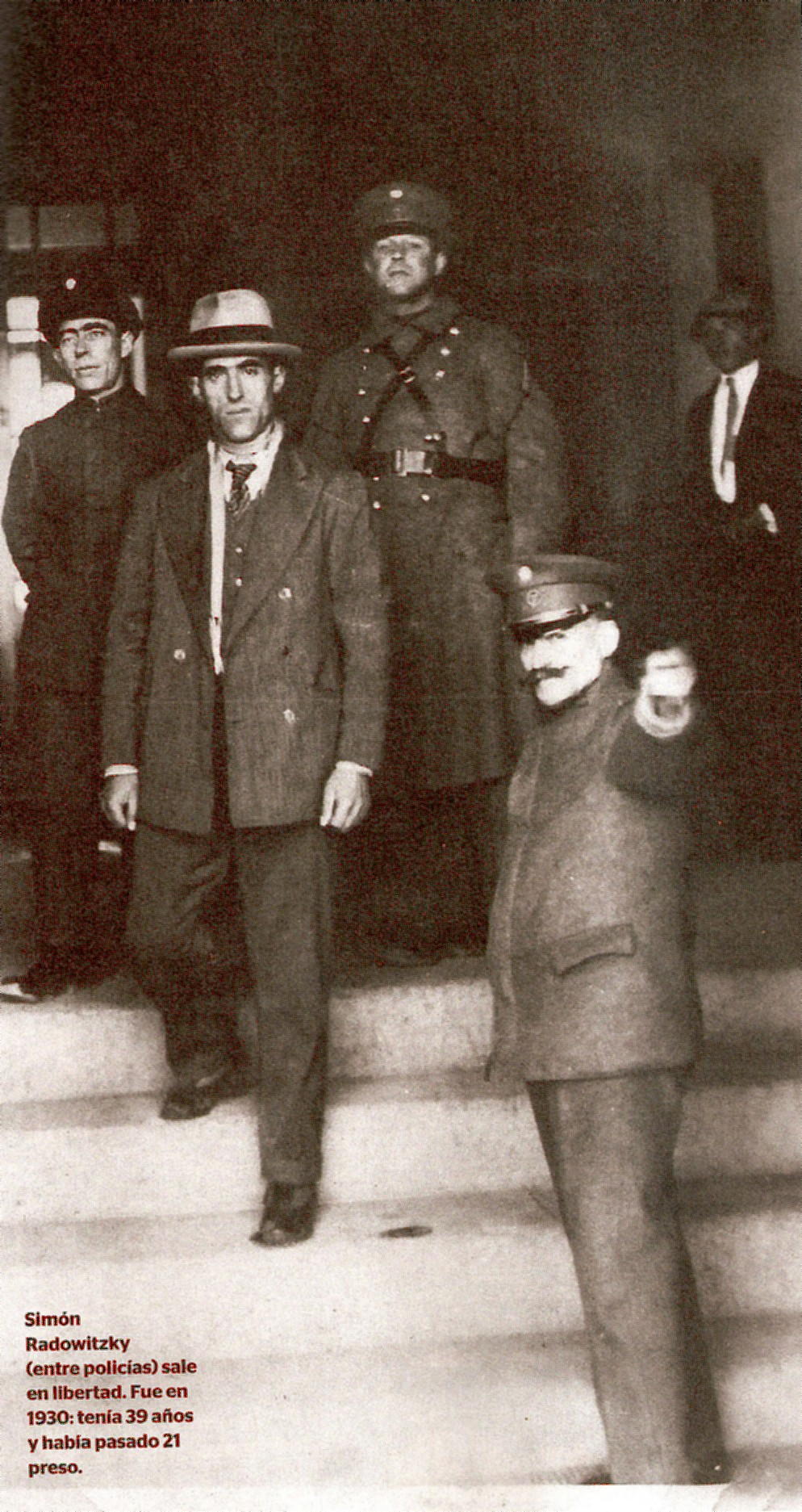
Radowitzky queda en libertad.

El 7 de noviembre de ese mismo año, una audaz acción conjunta de los grupos anarquistas chilenos y argentinos logró la única evasión jamás lograda del penal de Ushuaia. Los argentinos Apolinario Barrera y Miguel Arcángel Roscigna y los chilenos Ramón Cifuentes y Ernesto Medina alquilaron una pequeña goleta de bandera dálmata en la ciudad chilena de Punta Arenas, y coordinaron con Radowitzky el procedimiento. Este, que trabajaba en el taller de la cárcel, se hizo con un traje de guardiacárcel, y abandonó el penal a primera hora de la mañana aprovechando el relevo y la llegada de un grupo de guardiacárceles nuevos, encontrándose con Barrera en una cala no lejana. El plan original era desembarcar a Radowitzky en algún lugar apartado, con víveres y utensilios para resistir un tiempo hasta que la búsqueda hubiese amainado su intensidad, aprovechando el plazo de unas horas hasta que el personal se percatara de su desaparición. Sin embargo, este pensó que le sería más fácil pasar desapercibido en Punta Arenas, por lo que decidieron seguir viaje hasta ese punto. Tras cuatro días de navegación, y ya en territorio chileno de la península de Brunswick, la goleta fue abordada por un navío de la Armada de Chile, alertado por las autoridades argentinas de la evasión; aunque Radowitzky escapó a nado antes del encuentro, la tripulación de la goleta fue detenida e interrogada en prisión, hasta que uno de los tripulantes confesó donde aquel había tomado tierra. Pocas horas más tarde, el anarquista fue interceptado mientras intentaba llegar a Punta Arenas andando, conducido a una prisión flotante, y luego de dos semanas retornado al presidio. El castigo de la evasión serían dos años de confinamiento solitario en su celda, con sólo media ración de alimento.

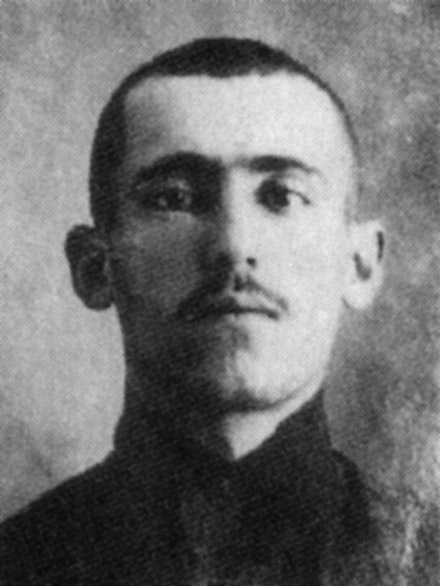
Imagen de Simón Radowitzky.

En los años siguientes su figura cobraría valor simbólico en las protestas obreras anarquistas; una entrevista de La Razón en 1925 reavivó la visibilidad pública de su causa, invariablemente mantenida como emblema en los conflictos obreros de la FORA del V Congreso, y en los últimos años de la década las pancartas y pintadas exigiendo su indulto se multiplicaron. En 1928 el periodista Ramón Doll provoca un influyente alegato, examinando la desmesura con que desde la justicia se trata el delito motivado por causas políticas, que acababa con un indirecto pero claro petitorio de indulto. Tras el naufragio del Monte Cervantes en los canales fueguinos, que aisló temporalmente en Ushuaia a numerosos porteños, el diario Crítica envió a un redactor, Eduardo Barbero Sarzábal, a entrevistar a Radowitzky. La publicación de la entrevista tuvo un éxito rotundo, y atrajo finalmente la atención de los líderes políticos. El 14 de abril de 1930, Yrigoyen —que 14 años antes, durante su primera elección como presidente, había prometido a una delegación anarquista indultar a Radowitzky— cumplió con demora su palabra, y le concedió el indulto. Sin embargo, por el mismo documento lo condenó al destierro; el 14 de mayo el ARA Vicente Fidel López lo lleva al puerto de Buenos Aires, de donde deberá tomar otro buque a Montevideo con fondos propios y sin documentación, habiendo desaparecido la suya en los 21 años de prisión. La ayuda de las agrupaciones anarquistas uruguayas le permite, finalmente, sortear las trabas burocráticas y desembarcar.
Una de las primeras cartas que escribió fuera de prisión fue a la poetisa Salvadora Medina Onrubia, (quien luego fue esposa de Natalio Botana el creador del diario Crítica), que desde el asesinato de Falcón intentó liberarlo, primero acudiendo a Yrigoyen, y luego, al no obtener ayuda de este, ayudó a su fuga y posterior indulto.

## Uruguay y España
En la capital uruguaya de Montevideo Radowitzky retomó su profesión de mecánico, tras verse frustrado su proyecto de retornar a la Unión Soviética. La situación perduró hasta el 7 de diciembre de 1934, cuando el gobierno de Gabriel Terra pretendió expulsarlo aplicando la ley de extranjeros indeseables. Las indicaciones de sus compañeros de movimiento, que le solicitaron que no acate la medida para no sentar un precedente perjudicial, llevaron a su prisión en el penal de la isla de Flores. El defensor del movimiento, el abogado Emilio Frugoni, logró en 1936 la conmutación de su pena por la de arresto domiciliario, pero carente de domicilio propio debió esperar seis meses más hasta ser liberado.
Con el inicio de la guerra civil española, Radowitzky decidió sumarse a las Brigadas Internacionales. En el Frente de Aragón combatió con la 28 División de Gregorio Jover, compuesta principalmente por anarquistas; trabó allí amistad con Antonio Casanova, un gallego emigrado a la Argentina que había estado entre los fundadores de la Federación Anarco-Comunista Argentina. Perjudicada su salud por los más de 25 años en cautiverio, se trasladó luego a Valencia, donde se desempeñaría en la rama cultural de la CNT. Tras la victoria del bando franquista, atravesó los Pirineos y fue internado en el campo de Saint Cyprien.
Abandonó Francia para trasladarse a México, donde el poeta uruguayo Ángel Falco, cónsul de su país en la Ciudad de México, le proporcionaría empleo en la legación. Editaría revistas para el movimiento y trabajaría en una fábrica de juguetes hasta el 4 de marzo de 1956, cuando un ataque cardíaco acabó con su vida. Sus restos descansan en el Panteón Español, en la Ciudad de México. Su epitafio reza: "Aquí reposa un hombre que luchó toda su vida por la libertad y la justicia social".